# Distretto di Coracora
Il distretto di Coracora è uno degli otto distretti della provincia di Parinacochas, in Perù. Si trova nella regione di Ayacucho e si estende su una superficie di 1.399,41 chilometri quadrati.

Ha per capitale la città di Coracora e nel censimento del 2005 contava 13.714 abitanti.